# Andreella patagonica
Andreella patagonica är en mossdjursart som beskrevs av Lopez Gappa 1981. Andreella patagonica ingår i släktet Andreella och familjen Microporidae. Inga underarter finns listade i Catalogue of Life.